# Campeonato Mundial de Atletismo Sub-20 de 2018 - 400 m com barreiras masculino
A prova dos 400 metros com barreiras masculino do Campeonato Mundial de Atletismo Sub-20 de 2018 ocorreu entre os dias 12 e 14 de julho no Estádio de Tampere  em Tampere, na Finlândia. 

## Recordes
Antes desta competição, os recordes mundiais e do campeonato nesta prova eram os seguintes:
|     | Nome              | Nacionalidade  | Tempo | Local       | Data                |
| --- | ----------------- | -------------- | ----- | ----------- | ------------------- |
| WJR | Danny Harris      | Estados Unidos | 48.02 | Los Angeles | 17 de junho de 1984 |
| CR  | Kerron Clement    | Estados Unidos | 48.51 | Grosseto    | 16 de julho de 2004 |
| WJL | Sokwakhana Zanini | África do Sul  | 49.32 | Pretória    | 17 de março de 2018 |

## Medalhistas
| Ouro                    | Prata                | Bronze              |
| Sokwakhana Zazini (RSA) | Bassem Hemeida (QAT) | Alison Santos (BRA) |

## Cronograma
Todos os horários são locais (UTC+2).
| Data        | Hora  | Evento    |
| ----------- | ----- | --------- |
| 12 de julho | 10:35 | Bateria   |
| 13 de julho | 19:28 | Semifinal |
| 14 de julho | 15:52 | Final     |

## Resultados

### Bateria
Qualificação: Os 3 primeiros de cada bateria (Q) e os 6 tempos mais rápidos (q). 
| Posição | Bateria | Atleta                   | Nacionalidade  | Tempo   | Notas           |
| ------- | ------- | ------------------------ | -------------- | ------- | --------------- |
| 1       | 4       | Moitalel Mpoke Naadokila | Quénia         | 50.87   | Q,              |
| 2       | 3       | Rasheeme Griffith        | Barbados       | 51.02   | Q,              |
| 3       | 4       | Alison dos Santos        | Brasil         | 51.08   | Q               |
| 4       | 2       | Alastair Chalmers        | Grã-Bretanha   | 51.16   | Q               |
| 5       | 5       | Sokwakhana Zazini        | África do Sul  | 51.21   | Q               |
| 6       | 5       | Alex Knibbs              | Grã-Bretanha   | 51.29   | Q               |
| 7       | 4       | Carl Bengtström          | Suécia         | 51.35   | Q               |
| 8       | 4       | Ierotheos Dritsas        | Grécia         | 51.39   | q,              |
| 9       | 6       | Malik James-King         | Jamaica        | 51.54   | Q               |
| 10      | 2       | Alessandro Sibilio       | Itália         | 51.59   | Q,              |
| 11      | 2       | Julien Bonvin            | Suíça          | 51.64   | Q,              |
| 12      | 3       | Leonardo Ledgister       | Jamaica        | 51.65   | Q               |
| 13      | 3       | Quivell Jordan           | Estados Unidos | 51.75   | Q               |
| 14      | 3       | Aleix Porras             | Espanha        | 51.83   | q               |
| 15      | 2       | Ramsey Angela            | Países Baixos  | 51.95   | q               |
| 16      | 4       | Nathan Fergusson         | Barbados       | 52.02   | q,              |
| 17      | 6       | Yusuke Shirao            | Japão          | 52.09   | Q               |
| 18      | 1       | Cory Poole               | Estados Unidos | 52.12   | Q               |
| 19      | 5       | Jesús David Delgado      | Espanha        | 52.13   | Q               |
| 20      | 4       | Mahdi Pirjahan           | Irã            | 52.18   | q               |
| 21      | 3       | Ismail Manyani           | Marrocos       | 52.24   | q               |
| 22      | 1       | Bassem Hemeida           | Catar          | 52.35   | Q               |
| 23      | 1       | Lourens Steenekamp       | África do Sul  | 52.35   | Q               |
| 24      | 6       | Boaz Madeus              | Haiti          | 52.38   | Q               |
| 25      | 1       | Hayata Goto              | Japão          | 52.48   |                 |
| 26      | 5       | Gadisa Bayu              | Etiópia        | 52.59   |                 |
| 27      | 6       | Samuele Licata           | Itália         | 52.60   |                 |
| 28      | 5       | Emil Agyekum             | Alemanha       | 52.70   |                 |
| 29      | 1       | Karl Erik Nazarov        | Estónia        | 52.80   |                 |
| 30      | 6       | Jiahao Fu                | China          | 52.82   | Recorde pessoal |
| 31      | 2       | James Mucheru            | Quénia         | 52.88   |                 |
| 32      | 3       | Harvey Murrant           | Austrália      | 53.02   |                 |
| 33      | 2       | Dániel Huller            | Hungria        | 53.13   |                 |
| 34      | 3       | Vesa Kittilä             | Finlândia      | 53.21   | Recorde pessoal |
| 35      | 5       | Damián Moretta           | Argentina      | 53.43   |                 |
| 36      | 5       | Fahd Benammar            | Tunísia        | 53.71   |                 |
| 37      | 4       | Nathaniel St. Romain     | Canadá         | 53.85   |                 |
| 38      | 1       | Anton Bertilsson         | Suécia         | 54.82   |                 |
| 39      | 1       | Branson Rolle            | Bahamas        | 1:08.85 |                 |
|         | 2       | Sergio Armando Esquivel  | México         | DNF     |                 |
|         | 6       | Norman Mukwada           | Zimbabwe       | DSQ     |                 |
|         | 6       | Justus Ringel            | Alemanha       | DSQ     |                 |

### Semifinal
Qualificação: Os 2 primeiros de cada bateria (Q) e os 2 tempos mais rápidos (q). 
| Posição | Bateria | Atleta                   | Nacionalidade  | Tempo | Notas                |
| ------- | ------- | ------------------------ | -------------- | ----- | -------------------- |
| 1       | 3       | Sokwakhana Zazini        | África do Sul  | 49.43 | Q                    |
| 2       | 3       | Alastair Chalmers        | Grã-Bretanha   | 50.11 | Q, NJR               |
| 3       | 3       | Leonardo Ledgister       | Jamaica        | 50.13 | q,                   |
| 4       | 2       | Malik James-King         | Jamaica        | 50.34 | Q                    |
| 5       | 3       | Alessandro Sibilio       | Itália         | 50.73 | q,                   |
| 6       | 3       | Quivell Jordan           | Estados Unidos | 50.86 |                      |
| 7       | 1       | Alison dos Santos        | Brasil         | 50.90 | Q                    |
| 8       | 2       | Mahdi Pirjahan           | Irã            | 50.98 | Q, NJR               |
| 9       | 2       | Alex Knibbs              | Grã-Bretanha   | 50.99 |                      |
| 10      | 2       | Rasheeme Griffith        | Barbados       | 51.02 | Recorde da temporada |
| 11      | 1       | Bassem Hemeida           | Catar          | 51.14 | Q                    |
| 12      | 2       | Yusuke Shirao            | Japão          | 51.21 |                      |
| 13      | 2       | Lourens Steenekamp       | África do Sul  | 51.26 |                      |
| 14      | 1       | Cory Poole               | Estados Unidos | 51.27 |                      |
| 15      | 1       | Carl Bengtström          | Suécia         | 51.55 |                      |
| 16      | 2       | Julien Bonvin            | Suíça          | 51.83 |                      |
| 17      | 1       | Moitalel Mpoke Naadokila | Quénia         | 51.94 |                      |
| 18      | 3       | Ramsey Angela            | Países Baixos  | 51.99 |                      |
| 19      | 3       | Jesús David Delgado      | Espanha        | 52.18 |                      |
| 20      | 1       | Ierotheos Dritsas        | Grécia         | 52.38 |                      |
| 21      | 1       | Boaz Madeus              | Haiti          | 54.45 |                      |
| 22      | 3       | Nathan Fergusson         | Barbados       | 54.58 |                      |
|         | 1       | Ismail Manyani           | Marrocos       | DSQ   |                      |
|         | 2       | Aleix Porras             | Espanha        | DNS   |                      |

### Final
A prova final foi realizada no dia 14 de julho às 15:52. 
| Posição           | Raia | Atleta             | Nacionalidade | Tempo | Notas           |
| ----------------- | ---- | ------------------ | ------------- | ----- | --------------- |
| Medalha de ouro   | 4    | Sokwakhana Zazini  | África do Sul | 49.42 |                 |
| Medalha de prata  | 7    | Bassem Hemeida     | Catar         | 49.59 | Recorde pessoal |
| Medalha de bronze | 6    | Alison dos Santos  | Brasil        | 49.78 | Recorde pessoal |
| 4                 | 2    | Leonardo Ledgister | Jamaica       | 49.93 | Recorde pessoal |
| 5                 | 3    | Malik James-King   | Jamaica       | 50.25 |                 |
| 6                 | 5    | Alastair Chalmers  | Grã-Bretanha  | 50.27 |                 |
| 7                 | 8    | Mahdi Pirjahan     | Irã           | 51.15 |                 |
| 8                 | 1    | Alessandro Sibilio | Itália        | 52.38 |                 |

Legenda
| Recorde mundial       | Recorde mundial (World record)               |                       | Recorde africano                      | Recorde africano (African) |                                           | Q | Classificado por posição (Qualified) |
| Recorde do campeonato | Recorde do campeonato (Championship record)  | Recorde da América    | Recorde da América (Americas)         | q                          | Classificado por melhor tempo (Qualified) |   |                                      |
| Melhor marca do ano   | Melhor marca do ano (World leading)          | Recorde asiático      | Recorde asiático (Asian)              | DNS                        | Não largou (Did not start)                |   |                                      |
| Recorde nacional      | Recorde nacional (National record)           | Recorde europeu       | Recorde europeu (European)            | DNF                        | Não terminou (Did not finish)             |   |                                      |
| Recorde pessoal       | Recorde pessoal do atleta (Personal best)    | Recorde da Oceania    | Recorde da Oceania (Oceania)          | DSQ / DQ                   | Desclassificado (Disqualified)            |   |                                      |
| Recorde da temporada  | Recorde da temporada do atleta (Season best) | Recorde sul-americano | Recorde sul-americano (South America) | NM                         | Sem marca (No mark)                       |   |                                      |